# Día lustral
Se llamaba día lustral (en latín: dies lustricus) en la antigua Roma, el día en que recibían su nombre los recién nacidos y en el que se celebraban las ceremonias de purificación llamadas Lustratio (lustraciones).
Para los varones se hacía esta ceremonia el día noveno después del nacimiento y para las hembras el octavo. La partera, con el niño en brazos, daba tres vueltas alrededor de una hoguera, con lo cual se significaba que el recién nacido era admitido en la familia y consagrado a los dioses lares; luego se derramban sobre él algunas gotas de agua, por aspersión. Con tal motivo se celebraba un banquete y los amigos de la familia enviaban regalos. Cuando el recién nacido era varón se ponía en la puerta de la casa una guirnalda de olivo y si era hembra una madeja de lana, para simbolizar el trabajo a que debían dedicarse.